# Guy Madison
Guy Madison, właśc. Robert Ozell Moseley (ur. 19 stycznia 1922 w Bakersfield, zm. 6 lutego 1996 w Palm Springs) – amerykański aktor filmowy, telewizyjny i radiowy, także producent filmowy.
W 1954 otrzymał specjalny Złoty Glob jako gwiazdor westernu, a w 1986 został uhonorowany nagrodą Golden Boot.
8 lutego 1960 otrzymał dwie gwiazdy w Alei Gwiazd w Los Angeles – dla radia znajdującą się przy 6933 Hollywood Boulevard i dla telewizji przy 6333 Hollywood Blvd.

## Życiorys

### Wczesne lata
Urodził się w Bakersfield w Kalifornii jako syn Mary J Holder Moseley (1898-1993) i Benjamina Moseleya (1893-1982). Jego ojciec był pracownikiem Santa Fe Railroad. Wychowywał się z trzema braćmi – Wayne’em (który został aktorem, używając pseudonimu scenicznego Wayne Mallory), Haroldem i Dave’em oraz siostrą Rosemary. W liceum dorabiał jako ratownik w okresie letnim. Po ukończeniu szkoły średniej, uczęszczał do Bakersfield Junior College na kierunek hodowli zwierząt. Po dwóch latach, krótko pracował jako dróżnik telefoniczny. W 1942 służył w United States Navy w czasie II wojny światowej.

### Kariera
W 1944 roku, był na urlopie w Hollywood, gdzie przykuł uwagę Henry’ego Willsona, szefa łowców talentów w nowo utworzonej Vanguard Pictures Davida O. Selznicka. Po premierze filmu Johna Cromwella Od kiedy cię nie ma (Since You Went Away, 1944), gdzie grał marynarza Harolda E. Smitha, studio otrzymało tysiące listów od fanów, którzy chcieli wiedzieć więcej o aktorze.
W roku 1946 Madison podpisał kontrakt z RKO Pictures i zaczął pojawiać się w romantycznych komediach i dramatach. W 1951 został obsadzony w tytułowej roli w westernie CBS/ABC Przygody Dzikiego Billa Hickoka (The Adventures of Wild Bill Hickok), gdzie jego kumpla Pete’a „Jinglesa” Jonesa zagrał Andy Devine. Cykl trwał siedem lat (1951–58), składał się z połączonych odcinków serialu. Potem Madison wyjechał do Europy, gdzie odniósł większy sukces w filmach z cyklu „miecza i sandałów”, spaghetti westernach i Euro war.

## Życie prywatne
31 sierpnia 1949 ożenił się z aktorką Gail Russell. Jednak w 1949 rozstali się, a 6 października 1954 rozwiedli się. Później w tym samym miesiącu, 25 października 1954 w Ciudad Juárez w Meksyku Madison poślubił aktorkę Sheilę Connolly. Mieli trzy córki: Bridget, Erin i Dolly. Rozstali się w listopadzie 1960 roku, a rozwiedli się 3 kwietnia 1963. Miał romans z Gią Scalą. Miał też syna Roberta (ur. 1967 w Rzymie), który również został aktorem.
Zmarł 6 lutego 1996 w Palm Springs na rozedmę płuc w wieku 74. lat. Został pochowany na cmentarzu Forest Lawn Cemetery w Cathedral City.

## Filmografia

### Filmy fabularne
- 1944: Od kiedy cię nie ma (Since You Went Away ) jako marynarz Harold E. Smith
- 1948: Texas, Brooklyn and Heaven jako Eddie Taylor
- 1955: 5 Against the House jako Al Mercer
- 1955: Ostatnia granica (The Last Frontier) jako kpt. Glenn Riordan
- 1960: La Schiava di Roma jako Marco Valerio
- 1964: Winnetou i Old Shatterhand (Old Shatterhand) jako kpt. Bradley
- 1964: Zemsta Sandokana (Sandokan alla riscossa) jako Yanez
- 1964: Sandokan kontra lampart (Sandokan contro il leopardo di Sarawak) jako Yanez
- 1965: L’avventuriero della tortuga jako Alfonso di Montélimar
- 1967: Syn Djanga (Il figlio di Django) jako ojciec Gus Fleming
- 1967: Bang Bang Kid jako Bear Bullock
- 1968: Superargo – L’invincibile Superman jako prof. Wendland Wond
- 1989: Przygody Wilhelma Tella (Crossbow: The Movie) jako Gerrish

### Seriale TV
- 1951–58: Przygody Dzikiego Billa Hickoka (The Adventures of Wild Bill Hickok) jako szeryf James Butler „Dziki Bill” Hickok
- 1951: Schlitz Playhouse of Stars
- 1955–57: Climax!
- 1957: Wagon Train jako Riley Gratton
- 1979: Fantastyczna wyspa (Fantasy Island) jako Brick Howard
- 1987-88: Kusza (Crossbow) jako Gerrish